# Adhemar Geerebaert
Adhemar Geerebaert S.J. (Gent, 21 juni 1876 - Ukkel, 9 november 1944) was een Vlaams jezuïet en leraar klassieke talen.
Geerebaert trad in 1893 in de orde van de jezuïeten in. Hij studeerde in Valkenburg, Namen (kandidaats klassieke talen), Leuven en Oña (Spanje). Hij was leraar klassieke talen in het Sint-Jozefcollege te Turnhout, het Sint-Jozefscollege te Aalst en het Sacré-Coeur college te Charleroi.
Vanaf 1911 tot aan zijn dood wijdde hij zich geheel aan het verzorgen van uitgaven van Griekse en Latijnse auteurs ten behoeve van de schoollectuur. Hij voorzag die met uitgebreide commentaar. In 1932 publiceerde hij een Beknopt Latijnsch-Nederlandsch woordenboek voor het humaniora-onderwijs (4e druk 1955) en in 1943 volgde het Beknopt Grieksch-Nederlandsch woordenboek voor het humaniora-onderwijs (2e druk 1953). Hij vertaalde ook werk van Cicero, Demosthenes, Livius en Lucianus in het Nederlands. In 1924 publiceerde hij het bibliografische overzicht Lijst van de gedrukte Nederlandsche vertalingen der oude Grieksche en Latijnsche Schrijvers.
Eveneens onvolprezen zijn zijn beide grammatica's, voor het Latijn en voor het Grieks. Elke beschrijving van een grammaticale regel in het Latijn of het Grieks bewees hij door die te laten voorafgaan door een citaat uit een klassiek werk, een zogenaamd paradigma. Uit het paradigma leidde hij de regel af: een in Vlaanderen beroemd voorbeeld van logisch-deductief onderwijs.
Geerebaert geldt als een baanbreker op het gebied van de vernederlandsing van het humaniora-onderwijs in Vlaanderen.

## Publicatie
- Lijst van de gedrukte Nederlandsche Vertalingen der oude Grieksche en Latijnsche Schrijvers , 1924

## Referentie
- De katholieke encyclopaedie, tweede druk, Amsterdam/ Antwerpen 1951, kol. 386

- Bibliothèque nationale de France: cb13536728t (data)
- Digitale Bibliotheek voor de Nederlandse Letteren: geer071
- Gemeinsame Normdatei: 142656011
- International Standard Name Identifier: 0000 0000 8206 6708
- Library of Congress Control Number: no2006051149
- Nederlandse Thesaurus van Auteursnamen: 069243549
- Système universitaire de documentation: 050668668
- Virtual International Authority File: 24353157
- WorldCat: E39PBJmP3wTwchwK99wtpDWxDq